# Kloster Herrenleichnam

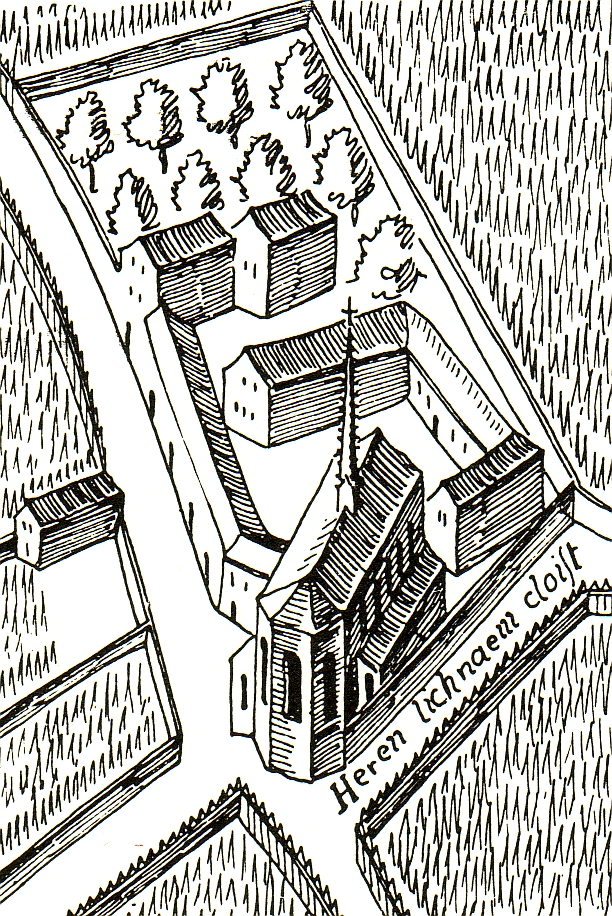
Herrenleichnam. Stadtplan von Arnold Mercator, 1571 (Detail)

Das Kloster Herrenleichnam war ein Augustiner-Chorherrenstift am Klingelpütz in Köln.

## Geschichte

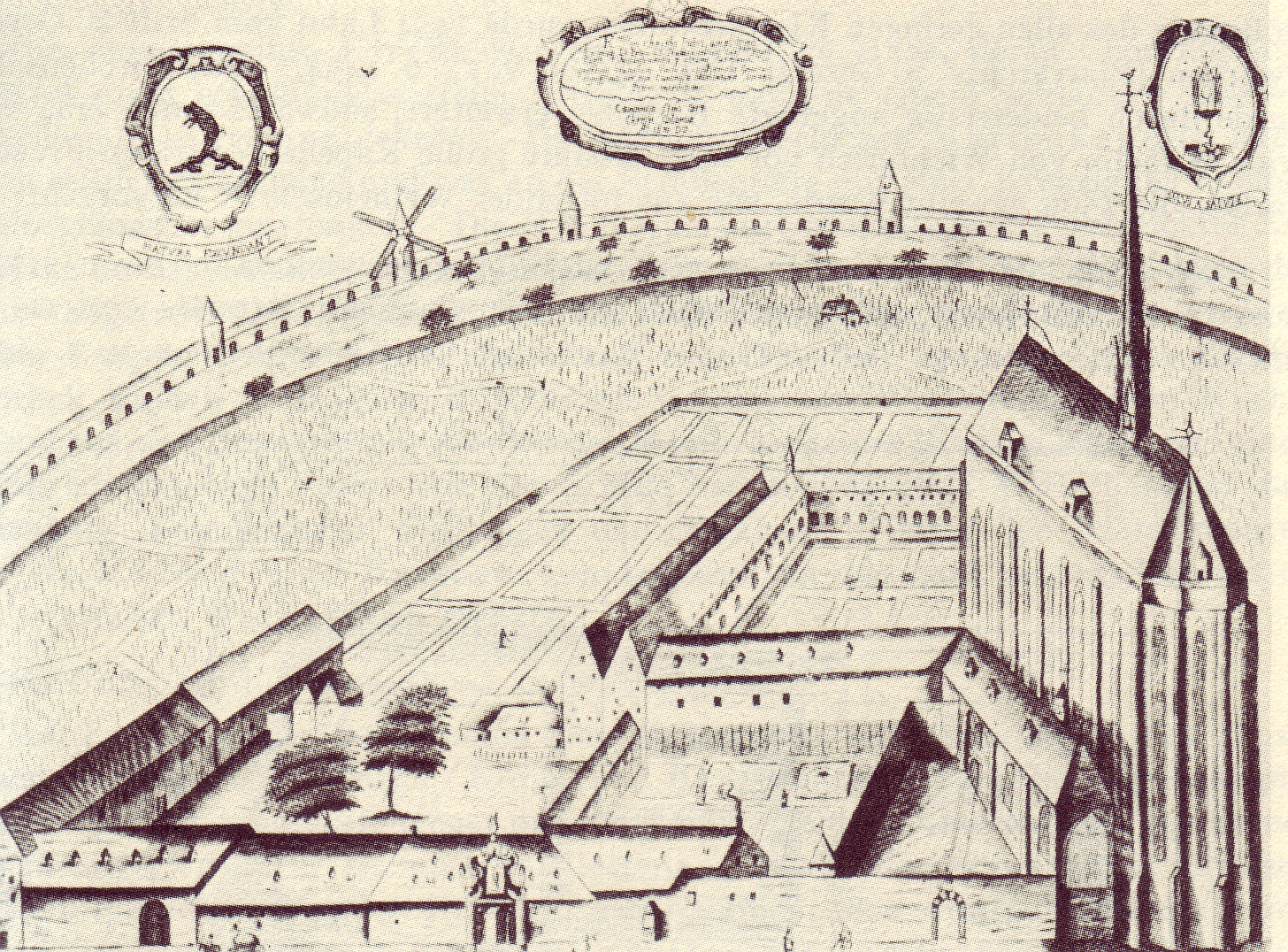
Ansicht von Herrenleichnam mit der Gereonsmühle im Hintergrund, 1670.

Der Konvent geht auf die 1331 zur Erinnerung an ein Hostienwunder gestiftete Kapelle Corporis Christi zurück. Die Stifterfamilie übertrug 1404 das Patronat auf die Kapelle der Stadt Köln, welche seitdem einen amtierenden Priester bestellte. Durch Stiftungen Kölner Bürger wurde die durch Wallfahrten besuchte Kapelle 1421–23 wesentlich vergrößert. Durch Unterstützung von Erzbischof Dietrich II. von Moers wurde hier 1426 ein Augustiner-Chorherrenstift eingerichtet. In der Folge wurde eine größere Kirche errichtet, deren Hauptaltarweihe 1435 stattfand. Der Konvent wurde 1451 in die Windesheimer Kongregation aufgenommen. Zur Vergrößerung des Klostergeländes wurde 1454 Land vom Gereonsstift erworben und das Kirchenschiff durch beidseitig angefügte Kapellen erweitert. Südwärts wurde 1503 eine große Kapelle der sieben Freuden Mariae geweiht.
1787 wurde der Konvent vom Kölner Rat mit Zustimmung des päpstlichen Nuntius aufgehoben. Kirche und Kloster dienten zunächst als Gefängnis und Hospital. 1802 wurde die Kirche versteigert und 1805 niedergelegt. 1822–36 wurde auf dem Klostergelände durch den preußischen Staat ein Gefängnis errichtet.
Fragmente der mittelalterlichen Farbverglasung nach Abriss der Klostergebäude gelangten in den Besitz des Kölner Doms und wurden dort im nördlichen Querhaus über der Sakristei als sogenanntes Gnadenstuhlfenster verbaut.